# Pokémon Scarlet и Violet
Pokémon Scarlet и Pokémon Violet (яп. ポケットモンスター スカーレット・バイオレット Покетто Монсута: Сука:рэтто Байорэтто) — японские ролевые игры, разработанные студией Game Freak и изданные Nintendo и The Pokémon Company для платформы Nintendo Switch. Игры были анонсированы в феврале 2022 года, являются первыми частями девятого поколения серии игр Pokémon и были выпущены 18 ноября 2022 года.

## Геймплей
В обеих играх присутствует открытый мир, включающий в себя городские районы и открытую дикую местность без границ между ними. В играх представлены три новых стартовых покемона: Спригатито, Фуэкоко и Куаксли, а также два новых легендарных покемона: Корайдон и Мирайдон. Корайдона, Мирайдона и другого покемона, Циклизара, можно использовать для ускорения перемещения. Механика под названием «Let’s Go» позволяет игроку выпустить покемона бродить по миру и автоматически сражаться с дикими покемонами. Кроме того, включена совместная игра с тремя другими игроками.
Также в этой игре представлен новый феномен под названием «Терастал», придающий покемонам кристаллический вид, а также меняющий их тип для соответствия с «Тера-типом» и позволяющий использовать специальные приёмы, такие как Тера-взрыв, который, когда используется Терасталлизованным покемоном, становится приёмом того же типа, что и Тера-тип покемона.

## Сеттинг
Действие обеих игр происходит в районе Палдея, который вдохновлён Пиренейским полуостровом, а также испанской и португальской культурой.

## Разработка
Pokémon Scarlet и Pokémon Violet были представлены в рамках презентации Pokémon Presents 27 февраля 2022 года в трейлере, частично выполненном в стиле игрового кино. 1 июня 2022 года был представлен второй трейлер, в котором были показаны два новых легендарных покемона с обложки игры, а также кадры игрового процесса, три новых покемона и другие новые персонажи. 3 августа 2022 года во время презентации Pokémon Presents был представлены третий и обзорный трейлеры. В обоих трейлерах были показаны два новых покемона, возвращение региональных вариантов покемонов, продемонстрированных на примере Палдеанского вупера; названия регионов, новая механика боя, известная как Terastal Phenomenon, а также другие подробности об играх. Как и было запланировано, релиз состоялся 18 ноября 2022 года. В написании музыки для игры принял участие Тоби Фокс.